# Euchrysops
Euchrysops is een geslacht van vlinders van de familie van de Lycaenidae, uit de onderfamilie van de Polyommatinae. 26 van de 27 soorten in dit geslacht komen alleen in tropisch Afrika voor. De enige niet-Afrikaanse soort Euchrysops cnejus komt voor in het Oriëntaals gebied en het Australaziatisch gebied.

## Soorten
- E. abyssinica (Aurivillius, 1922)
- E. alberta (Butler, 1901)
- E. albistriata (Capronnier, 1889)
- E. banyo Libert, 2001
- E. barkeri (Trimen, 1893)
- E. brunneus Bethune-Baker, 1923
- E. cnejus (Fabricius, 1798)
- E. crawshayi (Butler, 1899)
- E. cyclopteris (Butler, 1876)
- E. decaryi Stempffer, 1947
- E. dolorosa (Trimen, 1887)
- E. horus (Stoneham, 1938)
- E. kabrosae (Bethune-Baker, 1906)
- E. katangae Bethune-Baker, 1923
- E. lois (Butler, 1886)
- E. malathana (Boisduval, 1833)
- E. mauensis Bethune-Baker, 1922
- E. migiurtiniensis Stempffer, 1946
- E. nandensis (Neave, 1904)
- E. nilotica (Aurivillius, 1904)
- E. osiris (Hopffer, 1855)
- E. philbyi Gabriel, 1954
- E. reducta Hulstaert, 1924
- E. sagba Libert, 1993
- E. sahelianus Libert, 2001
- E. subpallida Bethune-Baker, 1922
- E. unigemmata (Butler, 1895)